# Caligrafia

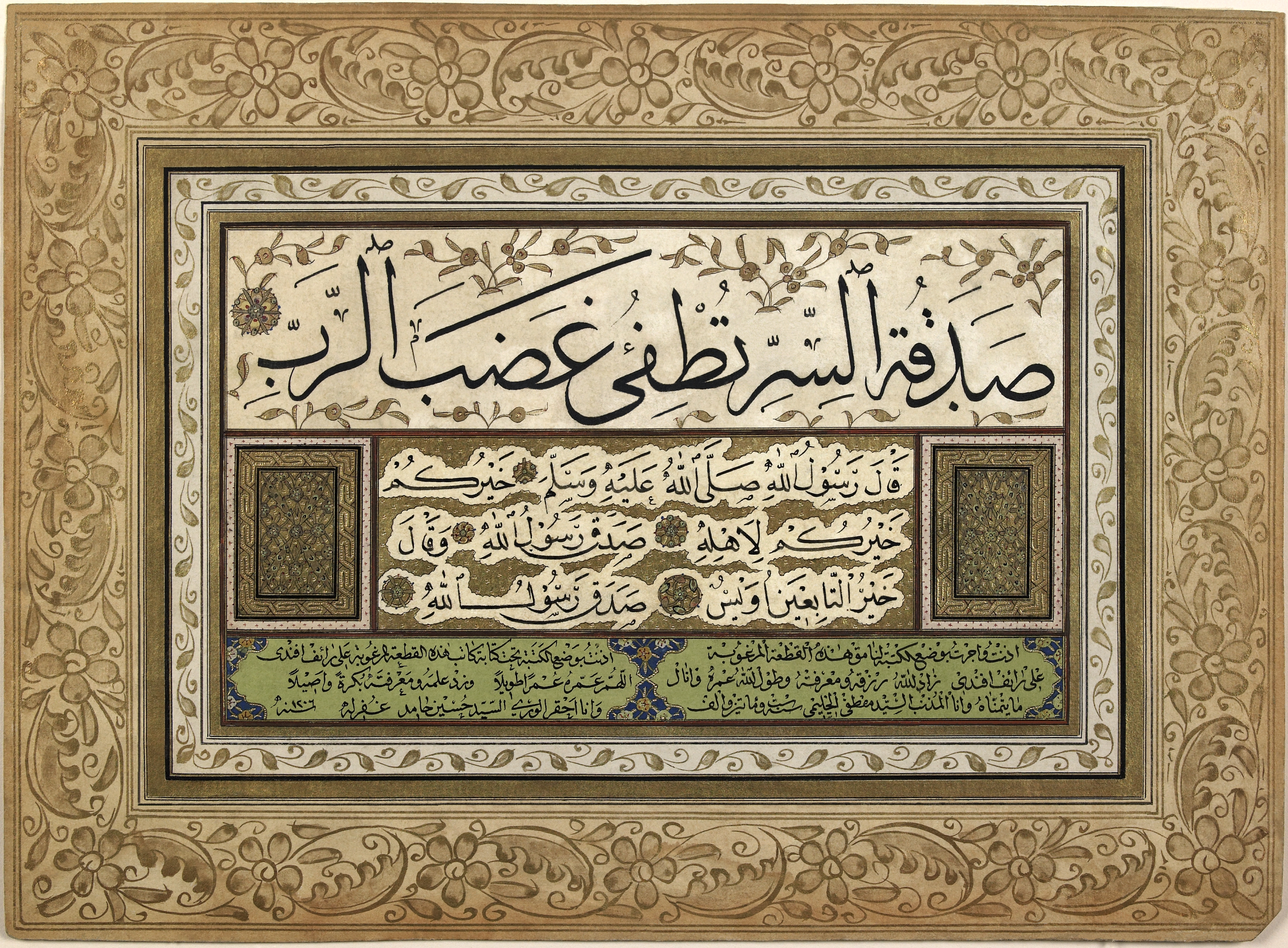
Um ijazah otomano escrito em árabe que atesta a competência de sua caligrafia, 1206 Calendário islâmico/1791 A.D..

Caligrafia (do grego καλλιγραϕία, composto de καλλι-, terma de κάλλος «beleza» e -γραϕία «escrita») é uma arte visual afim ao desenho cuja técnica consiste em traçar uma determinada forma de escrita de forma elegante e regular. Por extensão de sentido, caligrafia passou a denominar a escrita em geral, a forma pessoal como cada indivíduo imprime ao escrever.
A caligrafia é muitas vezes chamada a "arte da escrita bela". Uma definição contemporânea da prática caligráfica é "a arte de dar forma aos sinais de uma maneira expressiva, harmoniosa e habilidosa". A história da escrita é uma evolução estética enquadrada dentro das competências técnicas, velocidade de transmissão(ões) e as limitações materiais das diferentes pessoas, épocas e lugares. Um estilo de escrita é definido como sistema de escrita, caligrafia ou alfabeto.
A caligrafia moderna varia de inscrições funcionais até criações utilitárias para magníficas obras de arte, onde a expressão abstrata pode tornar-se mais importante do que a legibilidade das letras. A caligrafia clássica difere da tipografia e da escrita manual não clássica, apesar de um calígrafo ser capaz de criar todos estes; os caracteres são historicamente disciplinados e ainda fluíam espontaneamente, no momento da escrita.
A caligrafia ainda costuma ser utilizada principalmente em convites de casamento e eventos importantes, no design de fontes, de logótipos, na arte sacra, no design gráfico, nos anúncios, em inscrições em pedra e em documentos memoriais. A caligrafia é também utilizada em propriedade teatral, em imagens em movimento para cinema e televisão, em certidões de nascimento e de óbito, em mapas e em outros trabalhos envolvendo a escrita. Alguns dos melhores trabalhos da caligrafia moderna são os utilizados em cartas régias e em cartas-patentes emitidas por monarcas e oficiais de estado em vários países.

## Caligrafia ocidental

### Ferramentas e técnicas
Ferramentas

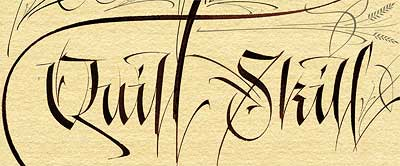
A caligrafia ocidental moderna por Denis Brown.

As ferramentas principais para um calígrafo são a caneta, que pode ser plana ou redonda, e o pincel. Para fins decorativos, canetas com múltiplas pontas podem ser utilizadas. Entretanto, obras também foram feitas com uso de canetas hidrográficas e esferográficas, embora nestas obras não se empreguem linhas angulares. A tinta para a escrita é geralmente à base de água e muito menos viscosa do que as tintas à base de óleo usadas em impressões. Papel de alta qualidade, que tenha boa consistência de porosidade, permitirá linhas mais limpas, embora sejam muitas vezes utilizados pergaminhos ou papel velino, uma vez que uma faca pode ser usada como borracha e a caixa de luz não é necessária para permitir que as linhas passem através deles. Além disso, caixas de luz e os padrões são usados para conseguir linhas retas, sem marcações de lápis que prejudiquem o trabalho. Papel pautado, seja para uma caixa de luz ou uso direto, é mais frequente pautado a cada quarto ou meia polegada, embora os espaços de polegadas sejam usados ocasionalmente, tal como litterea unciales e o papel escolar pautado geralmente funcionam bem como uma orientação.
Canetas podem ser obtidas a partir de papelarias desde as tradicionais canetas bico de pena que necessitam de mergulhos constantes na tinta até canetas caligráficas que têm cartuchos incorporados, evitando a necessidade de ter que continuamente mergulha-las em tinteiros.
Técnicas
A caligrafia ocidental sagrada tem algumas características especificas, tais como a iluminação da primeira letra de cada livro ou capítulo em tempos medievais. Uma "página tapete" decorativa pode preceder a literatura, ela é cheia de ornamentos, representações geométricas coloridas e ousadas. Os Evangelhos de Lindisfarne são um dos primeiros exemplos.
Tal como acontece nas escritas chinesa e árabe, os manuscritos ocidentais tinham estritas regras e formas. A qualidade da escrita teve um ritmo e uma regularidade com as letras, com uma ordem "geométrica" das linhas na página. Cada carácter tinha, e muitas vezes ainda tem, uma precisa ordem de escrita dos traços.
Ao contrário de uma fonte, a irregularidade no tamanho dos caracteres, estilo e cores acrescenta significado para o grego no sentindo de obter "letras bonitas". O conteúdo pode ser completamente ilegível, mas não menos significativo para um espectador com alguma empatia para o trabalho em vista. Muitos dos temas e variações da caligrafia ocidental contemporânea são encontrados nas páginas da Bíblia de São João. Um exemplo particularmente moderno é a Bíblia Sagrada, edição ilustrada por Timothy Botts, com 360 imagens caligráficas assim como uma fonte.

### Evolução histórica

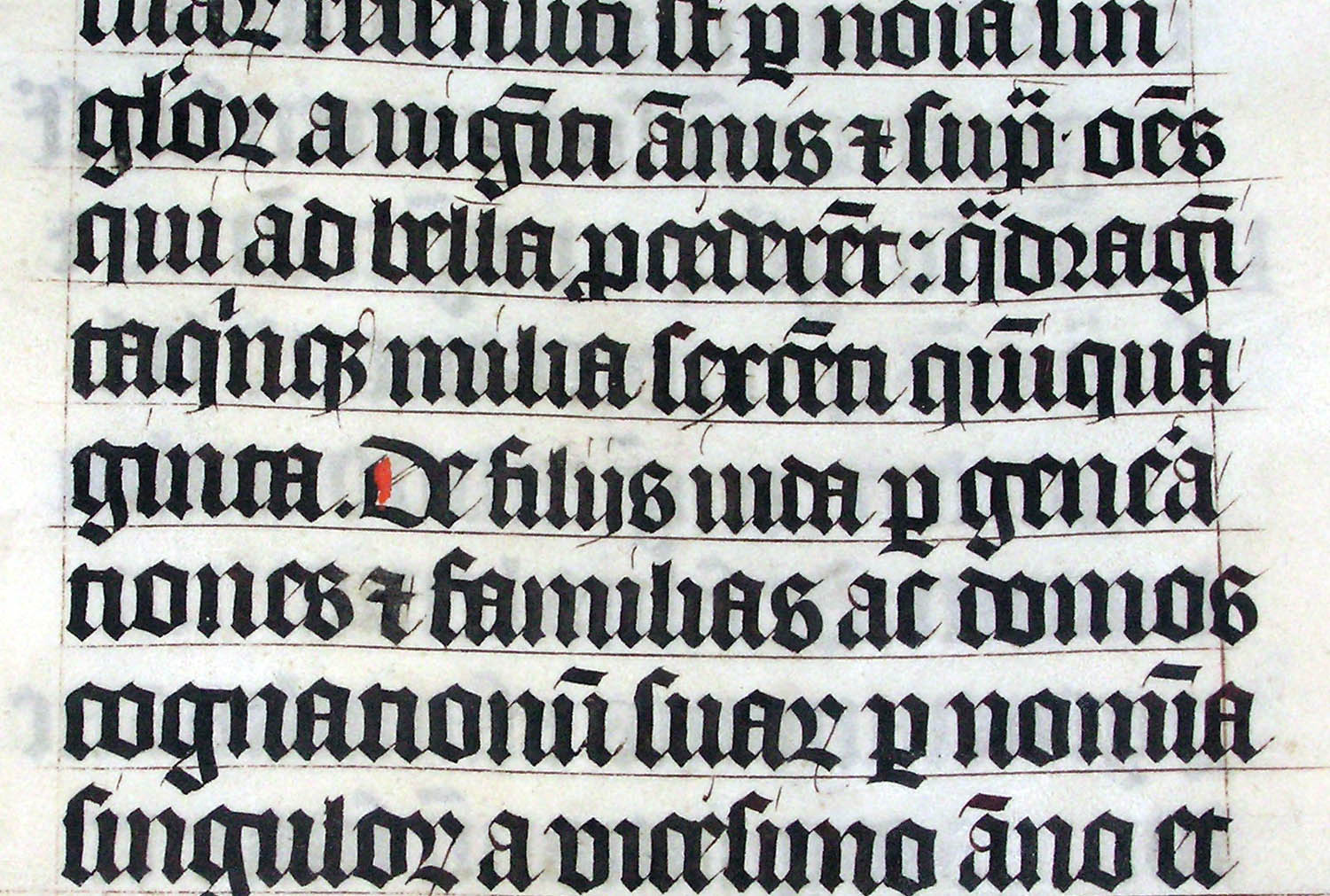
Caligrafia em uma Bíblia latina do Anno Domini de 1407 em exibição na Abadia de Malmesbury, Wiltshire, Inglaterra. A Bíblia foi escrita à mão na Bélgica, por Gerard Brils, para leitura em voz alta em um mosteiro.

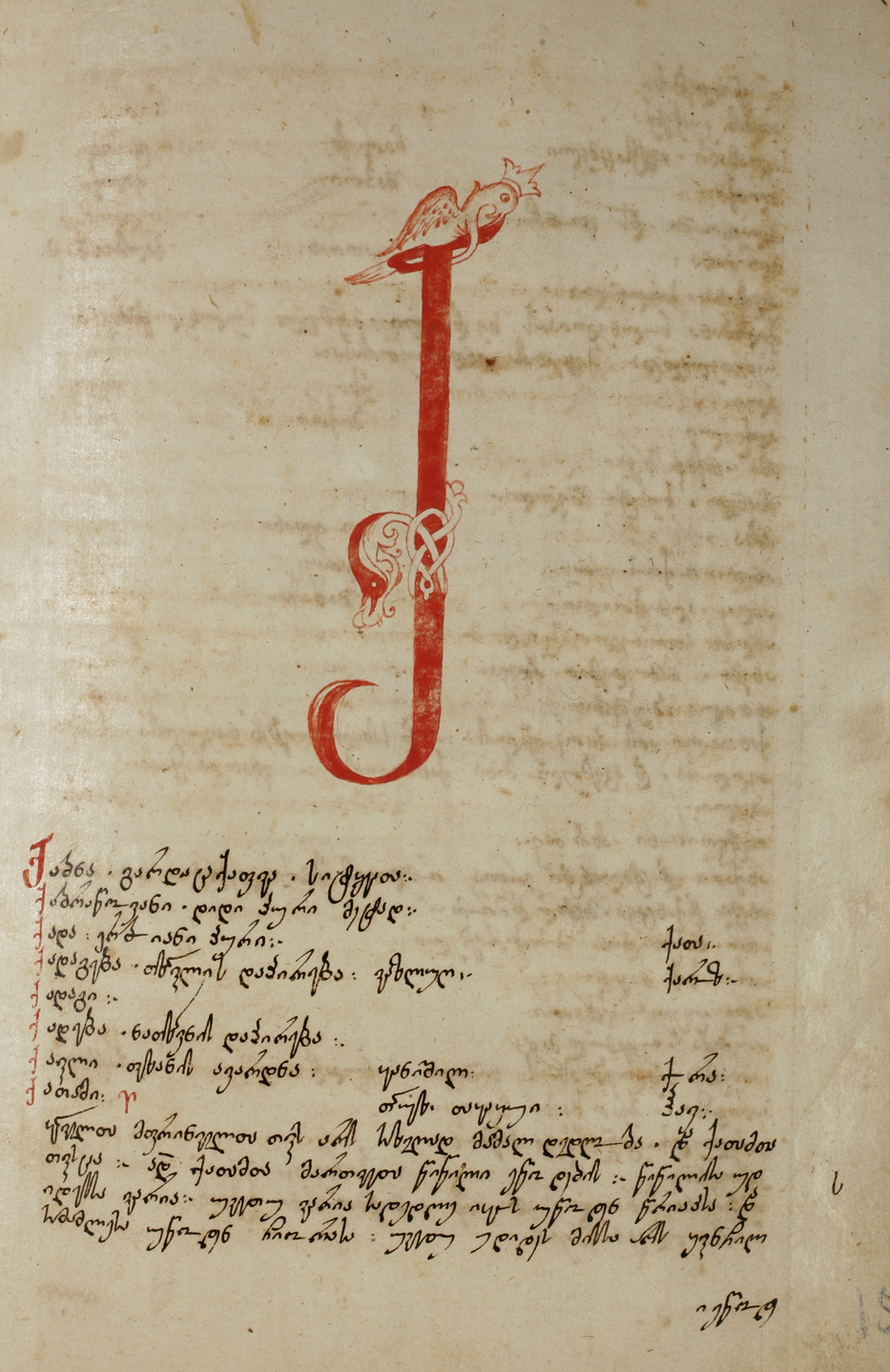
A caligrafia georgiana é uma secular tradição de uma escrita artística do georgiano com seus três alfabetos.

A caligrafia ocidental é a caligrafia do sistema de escrita latino, e, em menor grau dos sistemas de escrita grego e cirílico. Os primeiros alfabetos evoluíram em torno da época de 3.000 a.C. O alfabeto latino evoluiu a partir do alfabeto etrusco. As letras maiúsculas (majuscules) surgiram primeiro, seguidas da invenção das letras minúsculas (minúsculos), no período carolíngio. A história dos registros das letras muitas vezes caminham em uma obscuridade histórica e em um desuso, assim como a história do que deu origem as gravuras contemporâneas.
Longos e pesados rolos de papiro foram substituídos pelos romanos pelos primeiros livros, inicialmente simples páginas dobradas de pergaminhos feitos de peles de animais. Na parte da escrita os cálamos foram substituídos por penas.
Igrejas cristãs promoveram o desenvolvimento da escrita através da cópia prolífica da Bíblia, em particular do Novo Testamento e ainda outros textos sagrados. Dois estilos distintos de escrita conhecidos como uncial e semiuncial (do latim "uncia", ou "polegada") desenvolvidos a partir de uma variedade de manuais romanos. Os séculos VII ao IX na Europa Setentrional foram o auge das iluminuras celtas, tais como o Livro de Durrow, os Evangelhos de Lindisfarne e o Livro de Kells.
A devoção de Carlos Magno em melhorar as bolsas de estudo resultou no recrutamento de "uma multidão de escribas", de acordo com Alcuíno, o abade de Ioque. Alcuíno desenvolveu o estilo conhecido como minúscula carolíngia. O primeiro manuscrito a utilizar este estilo foi o Evangeliário de Godescalco. A carolíngia continua a ser o único "progenitor" de onde os livros modernos descenderam.
No século XI, a carolíngia evoluiu para a escrita gótica, que era mais compacta e que tornou possível que coubesse mais texto em uma página. Os estilos da escrita gótica tornou-se dominante em toda a Europa, e em 1454, quando Johannes Gutenberg realizou a primeira impressão na Mogúncia, Alemanha, ele adotou a escrita gótica, tornando-a a primeira fonte tipográfica.
Durante a Idade Média, mais de 3 000 manuscritos foram produzidos: alguns iluminados com pinturas douradas e finas, alguns ilustrados com desenhos, e alguns, apenas livros.
As fontes contemporâneas usadas por computadores, a partir de programas simples de processamento de texto como o Microsoft Word ou o Pages da Apple Inc. até editores que fazem designs profissionais como o Adobe InDesign, tem uma dívida considerável com os designers do passado e com o pequeno número de designers profissionais de hoje em dia.

### Influências
Vários outros estilos ocidentais usam as mesmas ferramentas e técnicas, mas diferem pelo conjunto de caracteres, e por preferências estilísticas. Os caracteres eslavos, e a história dos sistemas de escrita eslavos e, consequentemente, o russo difere fundamentalmente da língua latina. Ela evoluiu a partir do século X até os dias atuais.

## Caligrafia asiática oriental

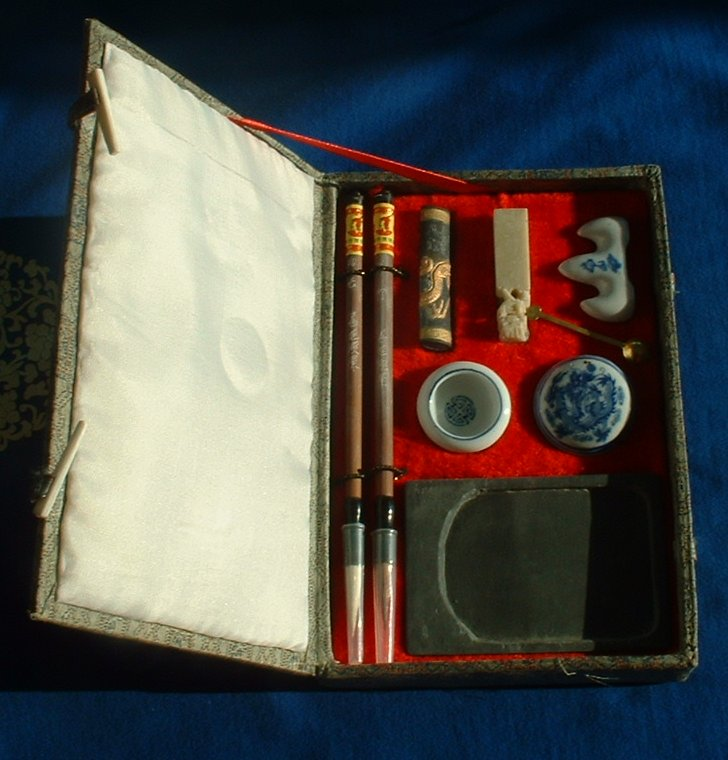
Os Quatro Tesouros do Estudo incluem tudo o que um intelectual no império chinês precisava: o pincel, a tinta, o papel e a pedra de tinta.

| Caligrafia chinesa Jiǎgǔwén Jīnwén Dàzhuàn Xiǎozhuàn Lìshū Cǎoshū Xíngshū Kǎishū (tradicional) Kǎishū (simples) Fonte |

### Nomenclaturas, ferramentas e técnicas
Nomenclaturas
O nome local para a caligrafia na China é Shūfǎ (書法, lit. "O caminho/método/lei da escrita); no Japão, Shodō (書道, lit. "o caminho/princípio da escrita"); e Seoye (서예, lit. "arte da escrita") em ambas as Coreias. Na caligrafia da Ásia Oriental os caracteres são um importante e apreciado aspecto cultural.
Ferramentas
A escrita tradicional na Ásia Oriental utiliza os Quatro Tesouros do Estudo (T: 文房四寶 / S: 文房四宝): o pincel de caligrafia para escrever os caracteres chineses, a tinta chinesa, o papel xuan e a pedra de tinta, conhecidos como os Quatro Amigos do Estudo (HG: 문방사우 / HJ: 文房四友) na Coreia. Além dessas quatro ferramentas, almofadas de mesa e pesos de papel eram utilizados pelos calígrafos.
Técnicas
O formato, o tamanho, a extensão e o tipo de cabelo da escova de caligrafia, a cor, a densidade da cor, a densidade de água da tinta, assim como a velocidade de absorção da água e a textura da superfície do papel são os principais parâmetros físicos que influenciam no resultado final. O calígrafo também influencia o resultado pela quantidade de tinta/água colocada no pincel, e também pela pressão, direção, inclinação que ela dá ao pincel, produz traços mais finos ou mais grossos, e bordas lisas ou dentadas. Eventualmente, a velocidade, a aceleração e a desaceleração dos movimentos, curvas, crochês e a ordem de escrita dos traços do escritor, dão o "espírito" para os caracteres, influenciado fortemente as formas finais.

### Evolução histórica
China Antiga
Na China Antiga, os mais antigos caracteres existentes eram os caracteres Jiǎgǔwén escritos em escápulas de bovinos e em plastrões de tartarugas, por conta dos dominadores na Dinastia Shang escreverem em ossos de animais e, em seguida, assa-los para ganhar auspício sobre assuntos militares, safras agrícolas, ou até mesmo sobre procriação e tempo, etc. Durante a cerimonia de adivinhação, após as rachaduras serem feitas, os caracteres eram escritos com um pincel na concha ou osso para mais tarde serem esculpidos. Com a criação do Jīnwén (inscrições em bronze) e do Dàzhuàn (inscrições em selos) os sinais cursivos continuaram. Além disso, cada reino arcaico da China atual teve seu próprio conjunto de caracteres.
China Imperial
Na China imperial as inscrições nas estelas antigas — algumas datadas aproximadamente em 200 a.C., no estilo Xiaozhuan — ainda são acessíveis.
Aproximadamente em 220 a.C., o imperador Qin Shihuang, tornou-se o primeiro a governar a China unificada, impôs várias mudanças, entre elas a unificação dos caracteres de Lǐ Sī, que criou um conjunto de 3.300 caracteres Xiaozhuan padronizados. Apesar do fato de que o principal instrumento de escrita da época já era o pincel, poucas obras deste período sobreviveram e os principais exemplos deste estilo estão nas estelas.
O estilo Lìshū (escrita clerical) que é mais regularizado, e em alguns aspectos semelhantes ao texto moderno, também foi autorizado sobre o governo de Qin Shihuang.
O estilo Kǎishū (escrita tradicional) - ainda em uso hoje - e atribuído a Wang Xizhi (王羲之, 303-361) e seus seguidores, é ainda mais regularizado. Sua disseminação foi incentivado pelo imperador Mingzong (926-933), que ordenou a impressão das obras clássicas em Kaishu, usando novos blocos de madeira. As tecnologias de impressão, aqui, permitiram a estabilização da forma. A forma dos caracteres do Kaishu usados a 1.000 anos atrás foi principalmente semelhante ao que, foi usado no final da China Imperial. Mas pequenas alterações foram feitas, por exemplo a forma de 广 usada no dicionário de Kangxi não é absolutamente a mesma usada em livros modernos. As formas dos caracteres Kangxi e as modernas têm pequenas diferenças, enquanto que a ordem de escrita dos traços ainda é a mesma, de acordo com estilo antigo.
Estilos que não sobreviveram incluem o Bāfēnshū, uma mistura feita de 80% do estilo Xiaozhuan e 20% do Lishu. Algumas variantes dos caracteres chineses eram heterodoxas ou usada regionalmente há séculos. Elas eram geralmente entendidas, mas sempre rejeitadas em textos oficiais. Algumas destas variantes heterodoxas, além de alguns caracteres recém-criados compõem o chinês simplificado.
Estilos cursivos e manuscritos
Estilos cursivos como o Xíngshū (escrita semicursiva) e o Cǎoshū (escrita cursiva) são menos restritos e mais rápidos, onde a maioria dos movimentos feitos pelo instrumento de escrita é visível. Estes estilos de ordem de escrita do traço variam muito, às vezes, criando formas radicalmente diferentes. Eles são descendentes da escrita clerical, e ao mesmo tempo da escrita tradicional (Dinastia Han), mas o Xíngshū e o Cǎoshū foram usados somente para anotações pessoais e nunca foram usados como padrão. O estilo Caoshu foi mais apreciado durante o reinado do imperador Wu de Han (140-87).

### Influências
Outras escritas

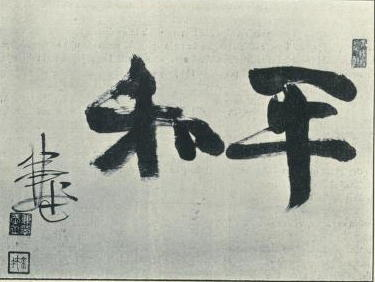
A caligrafia japonesa, a palavra "paz" e a assinatura do calígrafo da era Meiji, Ōura Kanetake.

Os japoneses e coreanos desenvolveram específicas sensibilidades e estilos de caligrafias. Por exemplo, a caligrafia japonesa sai do conjunto de traços CJK para também incluir alfabetos locais, tais como o hiragana e o katakana, com problemáticas específicas, tais como novas curvas e movimentos. No caso da caligrafia coreana, o Hangeul e a existência do círculo tornou necessária à criação de uma nova técnica que normalmente confunde os calígrafos chineses. A existência da caligrafia temporária também pode se observar que é uma prática da caligrafia que utiliza somente água que, de fato, seca em poucos minutos. Esta prática é especialmente apreciada pela nova geração de aposentados chineses nos parques públicos da China. Estes, muitas vezes, abrem lojas-estúdios em cidades turísticas e oferecem a caligrafia tradicional chinesa para os turistas. Outros que escrevem o nome dos clientes, também vendem pincéis finos como lembranças e pedras de calcário com inscrições.
Outras escritas
Além de ser uma forma de arte por si só, a caligrafia também influenciou o sumi-ê, que é feito a partir de ferramentas e técnicas semelhantes. A caligrafia influenciou os estilos de arte mais importantes na Ásia Oriental, além do sumi-ê, a pintura chinesa, japonesa, coreana e a vietnamita baseada inteiramente na caligrafia.

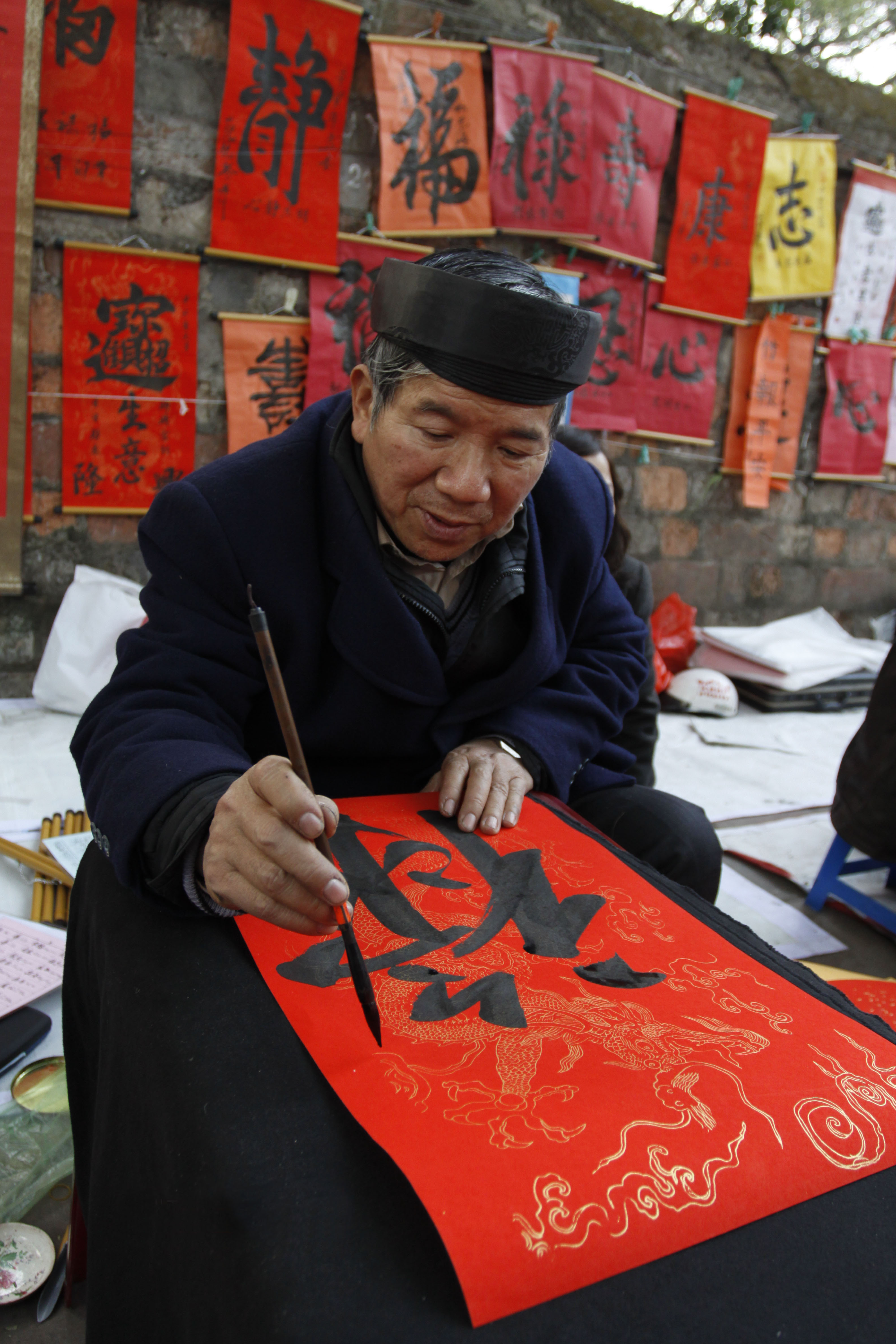
Um calígrafo vietnamita escrevendo em Hán tự em preparação para o Tết no Templo de Literatura, Hanoi.

## Caligrafia asiática meridional

### Caligrafia indiana

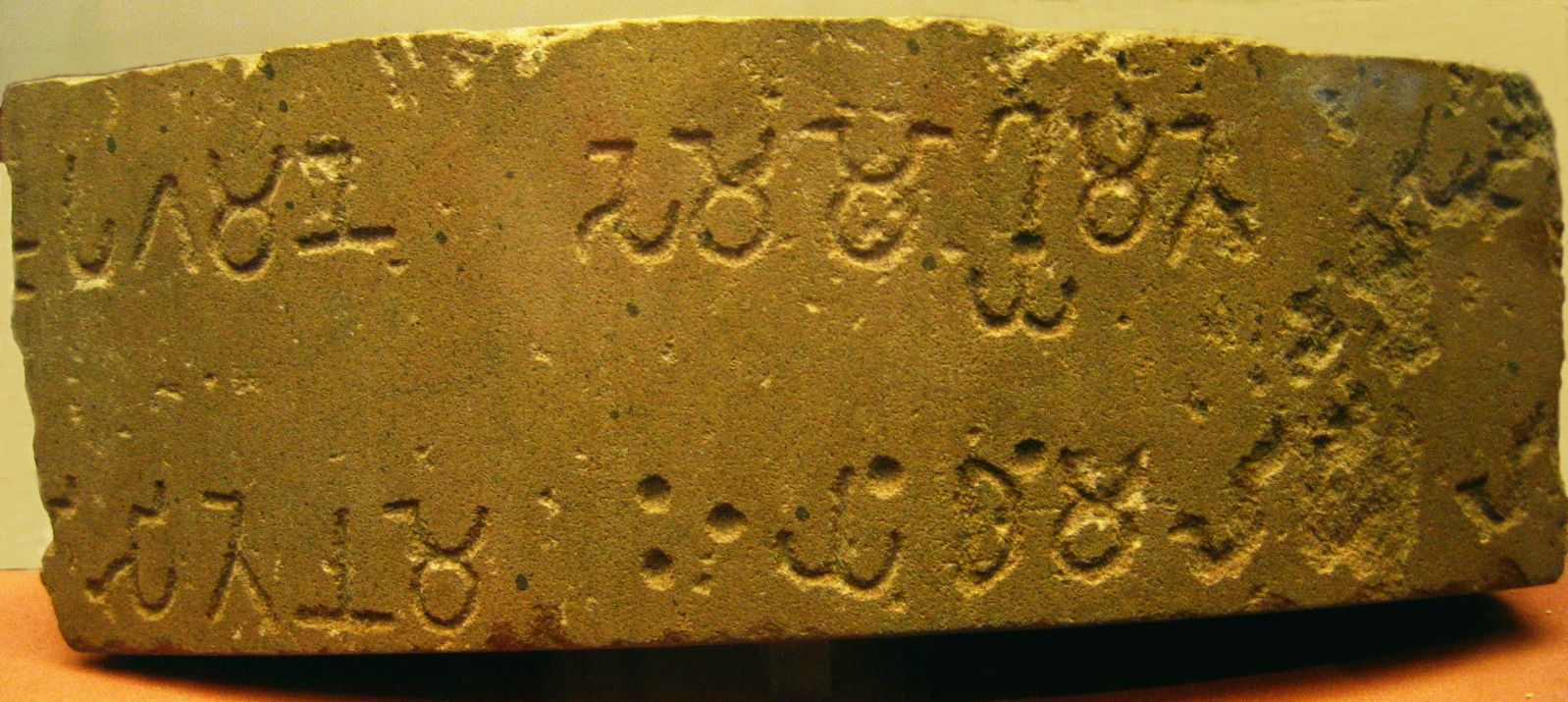
Fragmento do 6° pilar do Édito de Asoca.

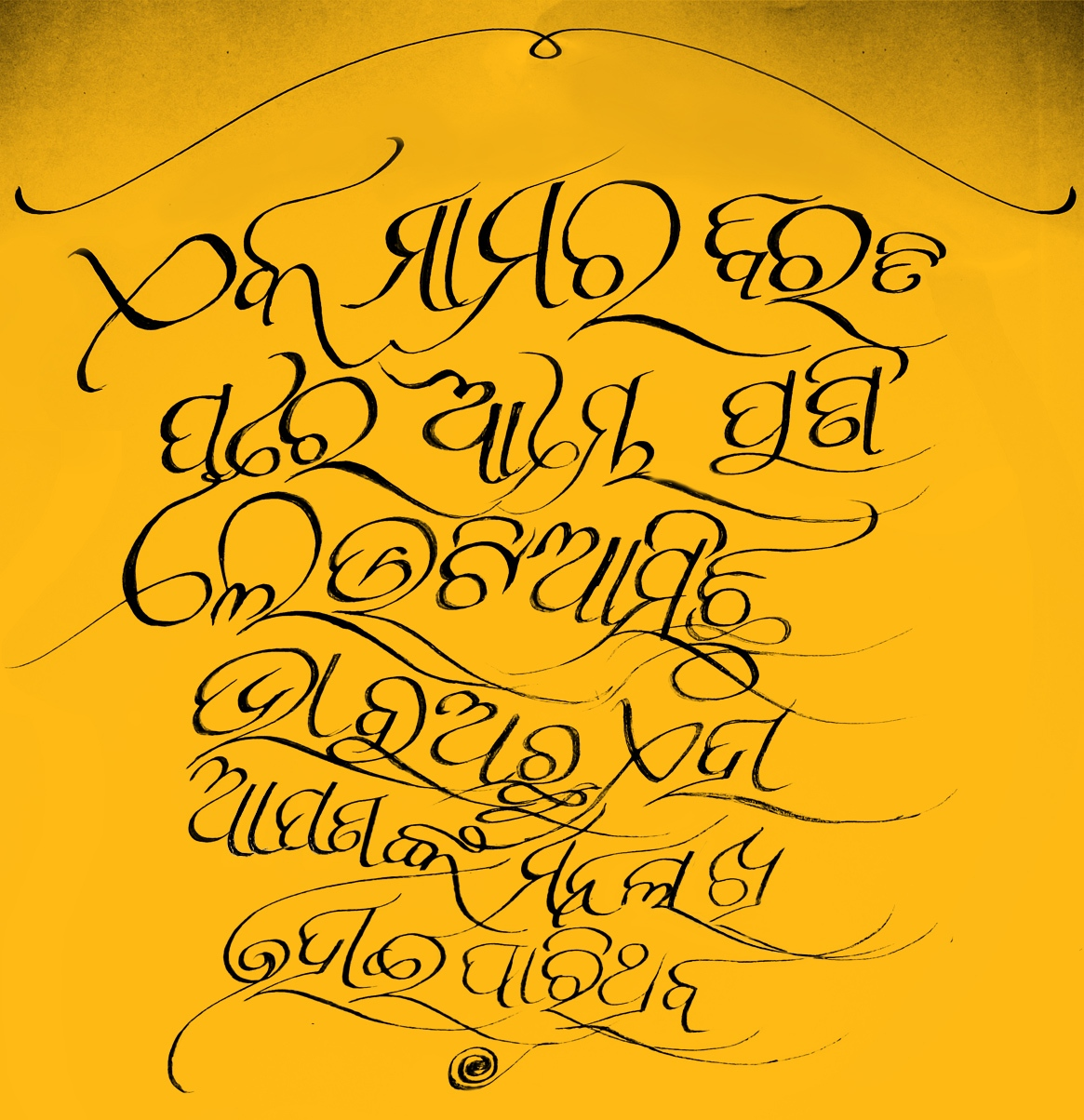
A caligrafia do alfabeto oriá.

As seis sílabas do mantra Om Mani Padme Hum em caracteres tibetanos dispostos como as pétalas de uma flor de lótus. As cores correspondentes são de profundo significado religioso. No centro da flor é colocado Hrīḥ a sílaba da compaixão.

Os éditos de Asoca (r. 273–232) foram autorizados em pedra. Estas inscrições são em formas duras e angulares. Seguindo o estilo de Asoca da escrita indiana, dois novos tipos de caligrafia apareceram: o Kharoṣṭī e o brami. O Kharoṣṭī foi utilizado na região do noroeste da Índia a partir do século III a.C. ao século VI da era cristã, e foi usada na Ásia Central até o século XVIII.
Em muitas partes da Índia antiga, as inscrições foram feitas em folhas de fumo tratadas com palmeiras. Esta tradição remonta a mais de dois mil anos. Mesmo depois que as línguas indianas foram colocadas no papel, no século XIII, as folhas de palmeira, eram consideradas um meio preferido de escrever devido à sua longevidade (quase 400 anos) em relação ao papel. Ambos os lados das folhas foram usadas para a escrita. Longas tiras retangulares eram postas umas sobre as outras, buracos perfurados através de todas as folhas, e o livro era amarado por cordas. Livros com esta produção eram comuns no Sudeste Asiático. A folha de palmeira foi uma excelente superfície para a escrita, possibilitando uma escrita delicada utilizada em muitos dos textos do sul da Ásia.
O cobre foi um dos materiais preferidos usado nas inscrições indianas. No norte da Índia, a casca de bétula foi usada como uma superfície de escrita no século II
Os calígrafos indianos ao longo da história têm trabalhado com uma vasta gama de materiais que variam de moedas de argila, pedra, metal, pano. Potes de tinta requintadamente decorados são uma característica especial de caligrafia indiana. A Índia tem uma rica herança da caligrafia na forma de documentos e monumentos.

### Caligrafia nepalesa
A caligrafia nepalesa teve um enorme impacto sobre o Budismo Maaiana e o Vajrayana. O alfabeto Ranjana é a forma primária desta caligrafia. O alfabeto em si e seus derivados (como Lantsa, Phagpa, Kutila) são utilizados no Nepal, Tibete, Butão, Leh, Mongólia, costa chinesa, Japão e Coreia para escrever o Om mane pame om e outros textos budistas sagrados, principalmente aqueles derivados do Sânscrito e do Páli.

### Caligrafia tibetana

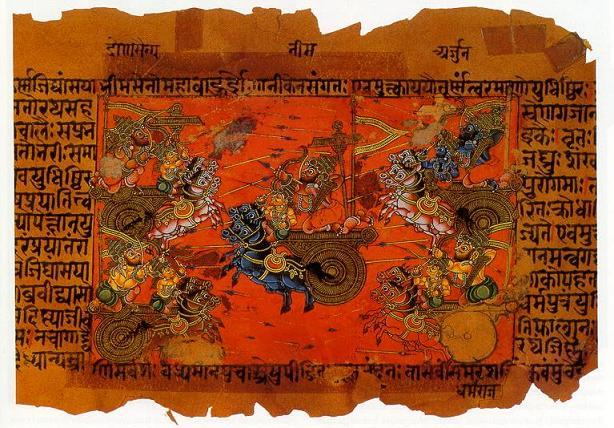
Uma iluminura do Maabárata com a caligrafia indiana.

A caligrafia é algo fundamental na cultura do Tibete. O alfabeto é derivado dos alfabetos indianos. Os nobres do Tibete, assim como os Lamas e os habitantes do Palácio de Potala, eram geralmente calígrafos suscetíveis. O Tibete tem sido um centro do budismo durante vários séculos, e para essa religião a escrita tem um grande significado. Este não prevê uma grande quantidade de peças seculares, embora elas existam (mas geralmente estão relacionadas de alguma forma com o budismo tibetano). Quase toda escrita religiosa envolve a caligrafia, inclusive cartas enviadas pelo Dalai Lama e por outras autoridades religiosas e seculares. A caligrafia é particularmente evidente nas rodas de oração, embora esta caligrafia tenha sido forjada ao invés de descrita, bem como a caligrafia árabe e romana é frequentemente  encontrado em edifícios. Embora originalmente tenha sido feita com cana, agora os calígrafos tibetanos usam canetas com ponta de cinzel e marcadores também.

## Caligrafia islâmica

### Caligrafia islâmica

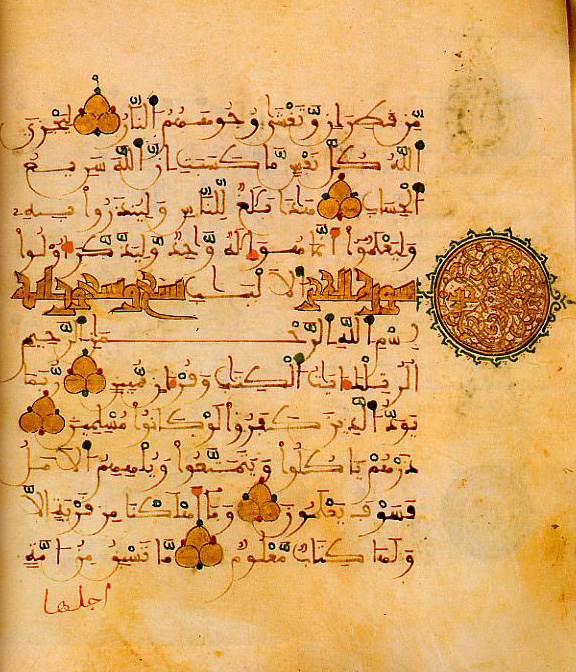
Uma página de um Alcorão do século XII escrito no alfabeto de Al-Andalus.

A caligrafia islâmica (caligrafia em árabe é خط اليد Khatt ul-Yad) evoluiu paralelamente a religião do Islã e a língua árabe. Como ela é baseada em caracteres árabes, alguns a chamam de "caligrafia árabe". No entanto, "caligrafia islâmica" é um termo mais apropriado, pois abrange todas as obras caligráficas dos calígrafos muçulmanos do Marrocos até a China.
A caligrafia islâmica está associada com a arte islâmica geométrica (o arabesco) nas paredes e tetos das mesquitas, bem como nas páginas. Os artistas contemporâneos do mundo islâmico desenham a partir da herança da caligrafia para utilizarem das inscrições ou abstrações caligráficas.
Em vez de recordar algo relacionado à palavra falada, para os muçulmanos a caligrafia é uma expressão visível da maior arte de toda a arte do mundo espiritual. A caligrafia, indiscutivelmente, tornou-se a forma de arte islâmica mais venerada, porque fornece uma ligação entre as línguas dos muçulmanos com a religião do Islã. O livro sagrado do Islã, o Alcorão, tem desempenhado um papel importante no desenvolvimento e evolução da língua árabe e, por com sequencia, a caligrafia no alfabeto árabe. Provérbios e passagens do Alcorão são ainda fontes da caligrafia islâmica.
É geralmente aceito que a caligrafia islâmica destacou-se durante o período otomano. Calígrafos turcos ainda apresentam as obras mais refinadas e criativas. Istambul é uma sala de exposições aberta para todos os tipos e variedades de caligrafia, a partir de inscrições nas mesquitas para as fontes, escolas, casas, etc.
Evolução histórica
A caligrafia árabe ou islâmica, pertence ao alfabeto semítico, em que principalmente as consoantes são representadas na escrita, enquanto as de vogais (com diacríticos) é opcional. O alfabeto mais antigo conhecido pela humanidade foi o semítico do norte que se desenvolveu em torno de 1700 a.C. na Palestina e na Síria. Ela consistia de 22 consoantes. Os alfabetos árabe, hebraico e fenício foram baseadas nesse modelo.
A caligrafia do norte da Arábia, que foi influenciado pela nabateia, foi estabelecida no nordeste da Arábia e floresceu no século V entre as tribos árabes que habitavam Hira e Ambar. Espalhou-se para Hejaz no oeste da Arábia, e seu uso foi popularizado entre a aristocracia dos coraixitas, a tribo do Profeta Maomé, por Harbe ibne Omaia.
Embora as primeiras fontes árabes mencionassem vários estilos caligráficos em referência as cidades em que foram usadas, elas geralmente se encaixam em duas grandes categorias, com algumas pequenas variações, são os "estilos secos", os primeiros antecessores da escrita cúfica, e os "estilos úmidos", os primeiros antecessores da família cursiva.

### Caligrafia persa

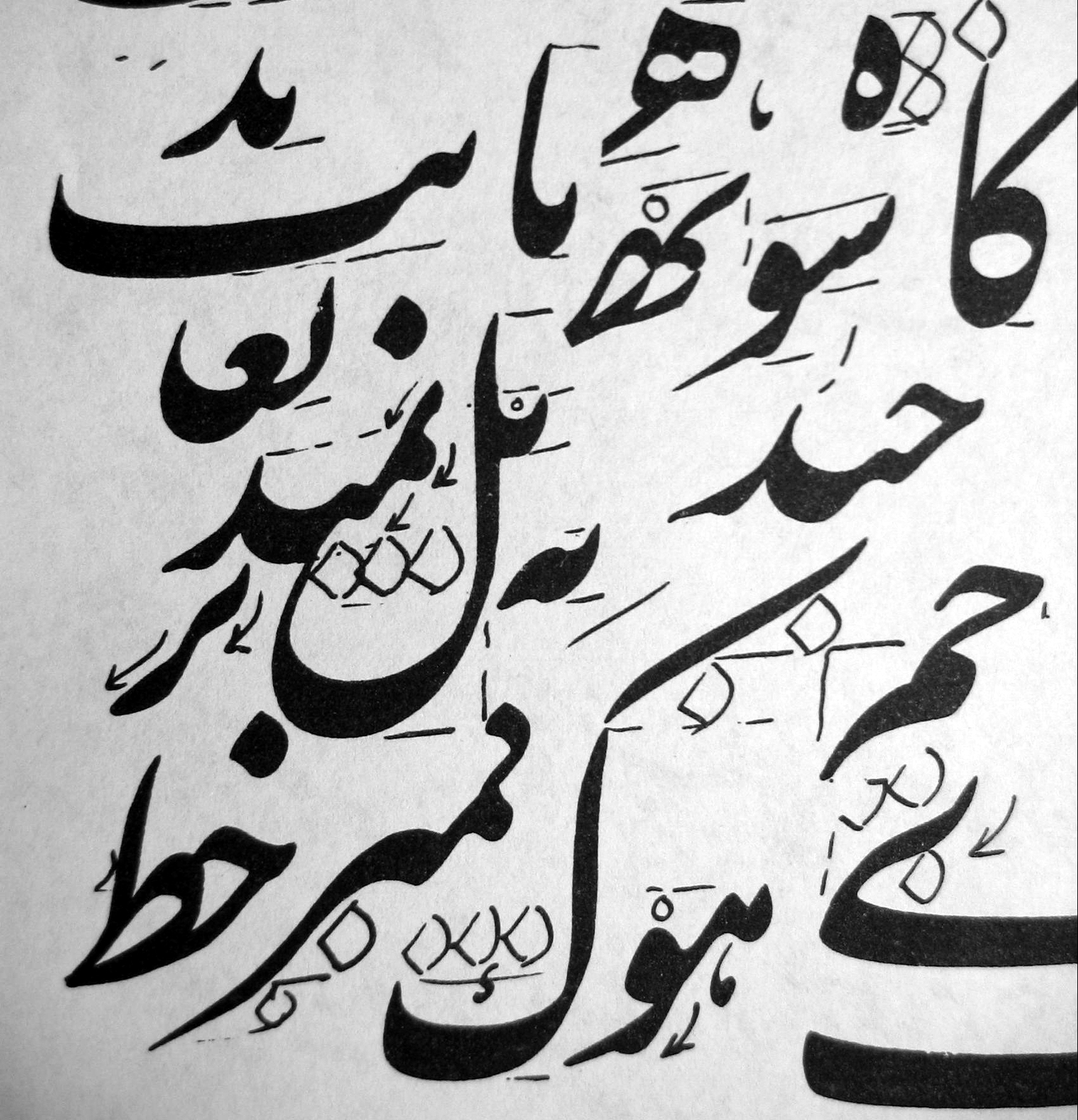
Amostra das regras de proporção da caligrafia nasta'liq, um dos estilos mais populares de escrita persa.

A caligrafia persa é a caligrafia do sistema de escrita persa. A história da caligrafia na Pérsia remonta à era pré-Islã. No zoroastrismo escritas bonitas e claras sempre foram elogiadas.
História e evolução
Acredita-se que a antiga escrita persa tenha sido inventada em torno de 600 e 500 a.C. para fornecer inscrições para os reis aquemênidas. Essas escritas consistiam em letras horizontais, verticais e diagonais em forma de unha, e esta é a razão pela qual em persa ela é chamada de escrita das unhas/escrita cuneiforme (Khat-e-Mikhi). Séculos mais tarde, outras escritas como o pálavi e avéstico foram usadas na antiga Pérsia.
Depois da conquista árabe no século VII, os persas adotaram o alfabeto árabe para se ajustarem à língua persa e desenvolveram um alfabeto persa contemporâneo. O alfabeto árabe tem 28 caracteres no qual os iranianos adicionaram mais quatro letras para ajustarem os sons e as letras do idioma persa que não existe em árabe.
Escritas contemporâneas
Nasta'liq é o estilo contemporâneo mais popular entre as escritas persas clássicas e os calígrafos persas chamam-no de "A noiva das escritas caligráficas". Este estilo de caligrafia tem sido baseado em uma estrutura tão forte que mudou muito pouco desde que surgiu. Mir Ali Tabrizi encontrou uma ótima composição das letras e regras gráficas tendo que apenas aperfeiçoá-las durante os últimos sete séculos. Ele tem regras muito rígidas para a forma gráfica das letras e para a combinação das letras e palavras e para composição de partes para a caligrafia com um todo.

## Outras caligrafias isoladas

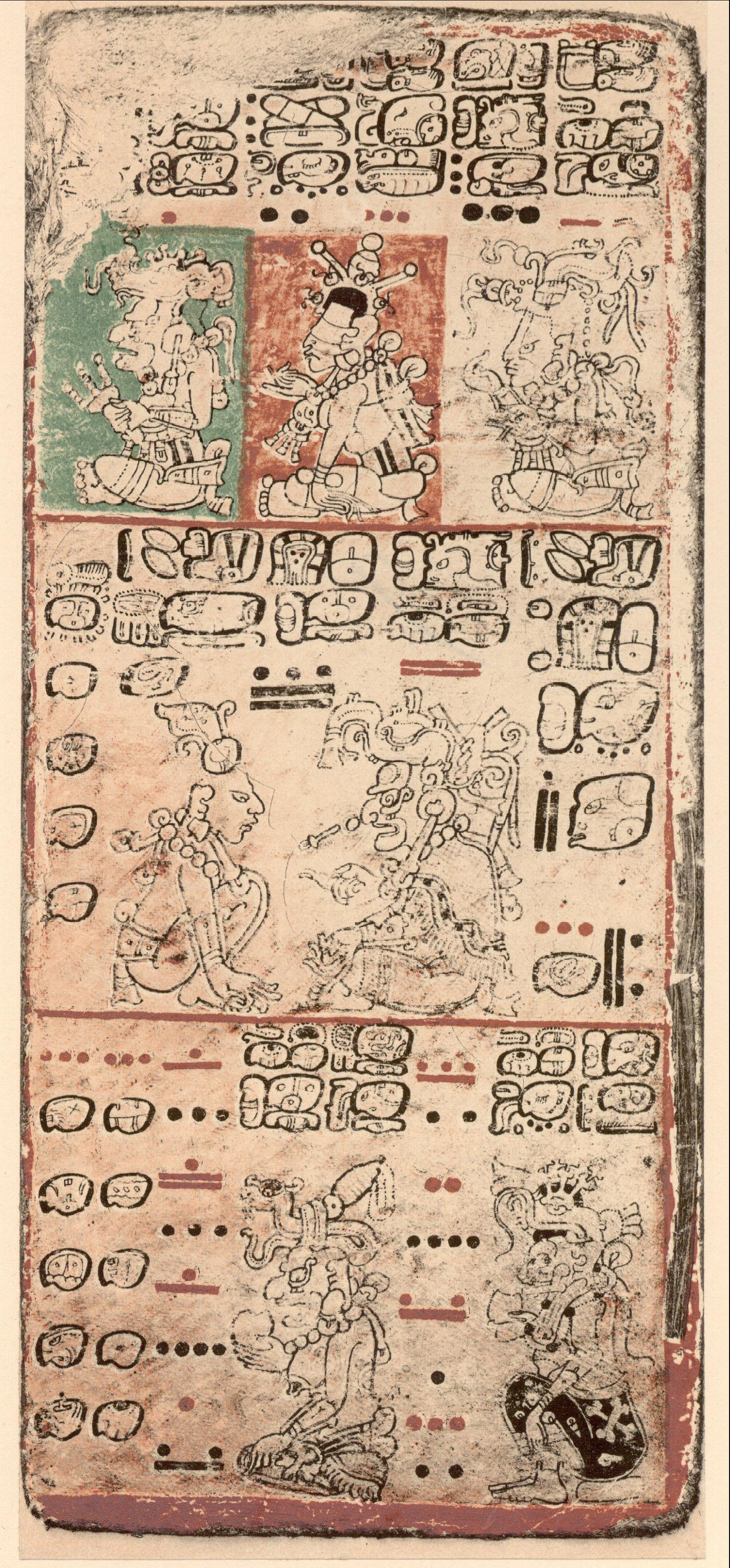
O Códice de Dresda é um antigo livro maia do século XI ou XII dos maias iucatãs. É um trabalho de arte muito importante. Muitas seções são ritualísticas (incluindo os chamados "almanaques"), outras são de natureza astrológica (eclipses, o ciclo de Vênus). Provavelmente foi escrito pouco antes da conquista espanhola.

### Glifos maias
A caligrafia maia foi expressa através dos hieróglifos maias; a caligrafia maia moderna é usada principalmente em selos e monumentos da Península de Iucatã, no México. Hieróglifos maias são raramente usados em gabinetes governamentais, no entanto, em Campeche, Iucatã e Quintana Roo, a caligrafia maia é escrita em letras latinas. Algumas empresas comerciais no sul do México usam hieróglifos maias como símbolos de seus negócios. Algumas associações comunitárias e irmandades maias modernas usam os hieróglifos maias como símbolos de seus grupos.
A maioria dos sítios arqueológicos do México, como Chichén Itzá, Labna, Uxmal, Edzná, Calakmul, entre outras, têm glifos em suas estruturas. Monumentos de pedra esculpidos também conhecidos como estela é uma fonte comum da caligrafia maia antiga.

### Grafite

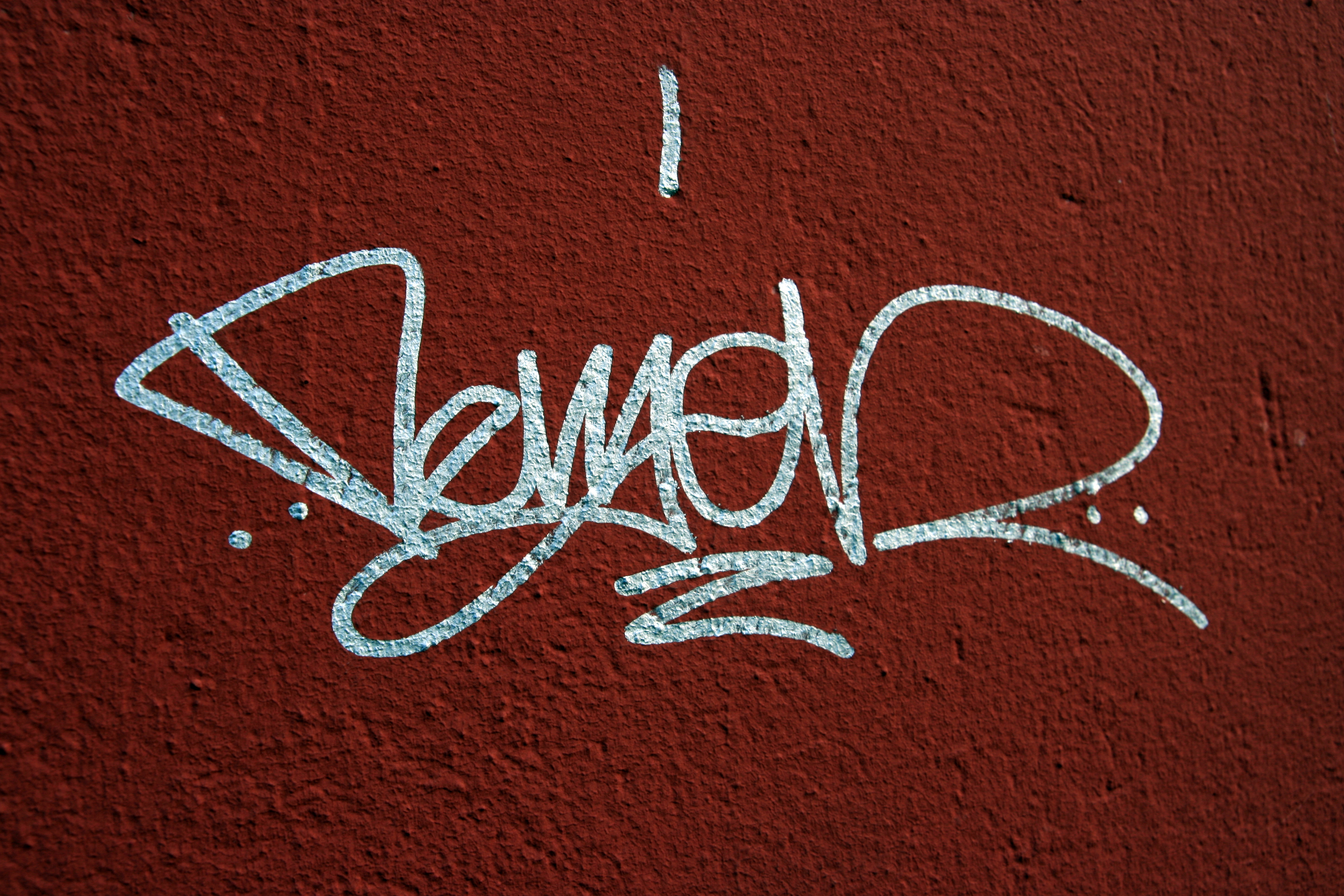
Grafite também compartilha atributos semelhantes aos da caligrafia por ser uma forma expressiva de estilo de escrita.

Embora o grafite seja visto frequentemente como destruição e vandalismo à sociedade, ao longo das décadas o grafite surgiu como uma arte apaixonada, mostrando a expressão de estilo, cultura e identidade. Grafite passou a ser considerada como uma outra forma de estilo de escrita e é considerado como forma de expressão incluída no âmbito das artes visuais. Ambos, caligrafia e grafite compartilham atributos similares, onde diferentes culturas e comunidades usam diferentes ferramentas e técnicas para fazerem suas distintas inscrições e escritas com visual único. Grafite em si é uma forma de arte, muito desvalorizada pela maioria, porque o único lugar em que a maioria das pessoas vê são lugares onde é ilegal.
Muitas pessoas hoje já começaram a colocar o grafite em papéis, lonas, e murais de uma forma legal, porque eles ganharam a permissão do proprietário do edifício/parede.

## Ver também

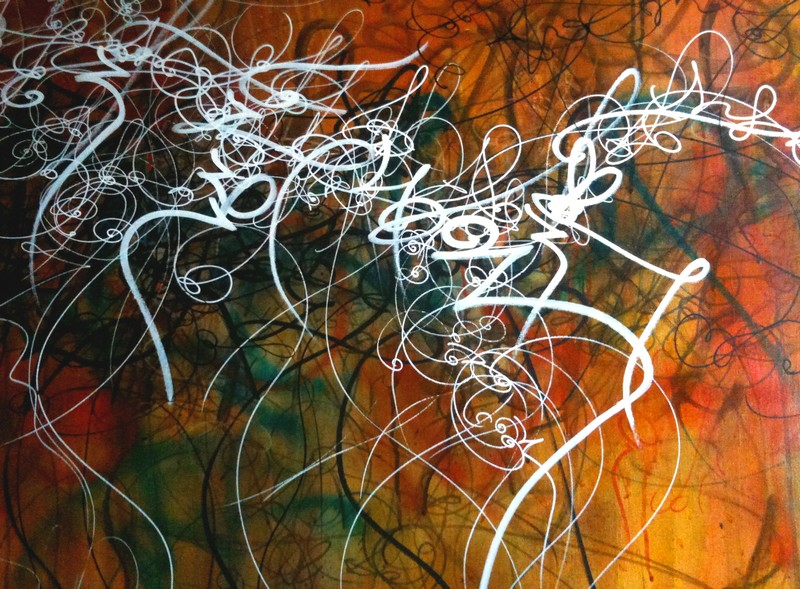
Escrita assêmica e caligrafia abstrata.